# وو تشنجيينغ
وو تشنجيينغ (بالصينية: 吴承瑛) (مواليد 21 أبريل 1975) هو لاعب كرة قدم. يلعب مع منتخب الصين لكرة القدم. سبق له أن لعب في كأس العالم لكرة القدم مع منتخب بلاده.

## روابط خارجية
- وو تشنجيينغ على موقع الاتحاد الدولي (مؤرشف)  (الإنجليزية)
- وو تشنجيينغ على موقع قاعدة بيانات كرة القدم.إي يو (الإنجليزية)
- وو تشنجيينغ على موقع ناشيونال فوتبول تيمز (الإنجليزية)